# Куинн, Стивен
Сти́вен Куи́нн (англ. Stephen Quinn; 1 апреля 1986, Клондолкин, Ирландия) — ирландский футболист, полузащитник английского клуба «Мансфилд Таун».

## Карьера

### Клубная
Воспитанник клуба «Сент-Патрикс Атлетик». Первую и единственную игру за команду в первенстве Ирландии провёл в апреле 2004 года, когда его команда проиграла 1:2 клубу «Шемрок Роверс». В 2005 году перешёл в «Шеффилд Юнайтед», дебют в составе шеффилдского клуба состоялся 20 сентября 2005в матче против «Шрусбери Таун». Поскольку закрепиться в Англии Куинну было трудно, сезон 2005/06 он провёл в клубах «Милтон-Кинс Донс» и «Ротерем Юнайтед», причём благодаря его игре «Ротерем» спасся от вылета в более низшую лигу.
В Чемпионшипе дебютировал в матче против «Чарльтон Атлетик» и уже в первые 40 секунд после своего выхода создал голевой момент. Первый гол забил во второй игре «Астон Вилле» в рамках Кубка Англии. По итогам сезона был назван лучшим молодым игроком Чемпионата Футбольной лиги. В августе 2012 года перешёл в клуб Чемпионшипа «Халл Сити».
В июне 2015 года Куинн подписал 3-х годичный контракт с «Редингом».
22 августа 2018 года Куинн присоединился к клубу Первой лиги «Бертон Альбион» по краткосрочному контракту до января 2019 года. 15 января 2021 года Куинн присоединился к команде «Мансфилд Таун» на правах аренды до конца сезона 2020-21. По окончании аренды подписывает полноценный контракт с «Мансфилд Таун».

### В сборной
Выступал за сборную Республики Ирландия до 21 года, отыграл там всего 9 матчей и забил один гол. Дебют состоялся 27 марта 2007 в матче против Нидерландов (поражение 0:1). Единственный гол был забит 12 октября 2007 шведам (общая победа 3:2). Также вызывался 4 февраля 2007 в основную сборную к матчу против Сан-Марино.